# Kurt Herrmann (Unternehmer)
Kurt Herrmann (* 20. Mai 1888 in Leipzig; † 4. November 1959 in Vaduz) war ein deutscher Architekt, Verleger und Industrieller.

## Leben
Herrmann, Sohn des Handwerksmeisters Carl Robert Herrmann und seiner Ehefrau Maria Paulina, geb. Oschatz, absolvierte von 1902 bis 1905 eine Maurerlehre. Anschließend studierte er an der Königlich Sächsischen Baugewerkenschule Leipzig, die er 1908 als staatlich geprüfter Baumeister verließ. Danach arbeitete er u. a. als Bauleiter in der kommunalen Bauverwaltung der Stadt Leipzig unter Stadtbauinspektor Hans Strobel. Am 1. Juli 1912 machte er sich in Leipzig als Architekt selbständig.
Nachdem Herrmann 1913 den Neubau eines Druckereigebäudes an der Dresdner Straße für den Verleger Bernhard Meyer (1860–1917) geplant hatte, heiratete er 1914 Meyers Tochter Erna Agnes (1893–1972), das Ehepaar hatte zwei Kinder. Meyer war Eigentümer des 1889 gegründeten und 1902 um eine Druckerei erweiterten Buchverlag und Druckerei Bernhard Meyer in Leipzig. Meyer kombinierte Zeitschriften mit überregionaler Reichweite mit einer Abonnentenversicherung, was die Auflagenhöhe stark ansteigen ließ. Die Abonnenten der Zeitschrift Nach Feierabend erhielten eine Unfallversicherung, später auch eine Sterbegeldversicherung.
Vor dem Ersten Weltkrieg investierte Meyer große Geldsummen in den Flugzeugbau, er gründete 1911 in Lindenthal bei Leipzig die Deutschen Flugzeug-Werke (DFW), später die Flugzeugwerke Lübeck-Travemünde, die Flugzeugwerke Berlin-Johannisthal und die Deutsche Motorenbau-Gesellschaft Berlin-Marienfelde. Als Bernhard Meyer am 19. April 1917 starb, erbte Herrmann ein erhebliches Industrievermögen, wurde Generaldirektor der DFW und Direktor des Verlags Bernhard Meyer. In dieser Zeit lernte er Hermann Göring kennen. Nach den Restriktionen des Friedensvertrags von Versailles mussten die Flugzeugwerke ihren Betrieb einstellen, und Herrmann gründete 1919 in Leipzig die Allgemeine Transportanlagen-Gesellschaft, die das Werk II der DFW in Leipzig-Großzschocher übernahm. Die TH Dresden ernannte ihn 1927 zum Ehrensenator.
Bereits am 1. Oktober 1931 nahm Herrmann seinen Wohnsitz in Eschen in Liechtenstein und stellte den Antrag, die Liechtensteiner Staatsangehörigkeit anzunehmen. Am 18. Oktober 1931 stimmten in der Gemeinde Eschen 125 Bürger bei einer Gegenstimme für die Aufnahme von Herrmann, seiner Ehefrau und deren beiden Kindern, was am 24. Oktober 1931 durch Fürst Franz I. bestätigt wurde. Zugunsten der Gemeindekasse zahlte er am 26. Oktober 1931 eine „Einkaufsgebühr“ von 9000 Schweizer Franken, sowie an die fürstliche Regierung eine „Staatsgebühr“ von 4500 Franken, woraufhin er Staatsbürgerurkunde und Familienheimatschein erhielt. Seine liechtensteinische Staatsbürgerschaft verheimlichte er in Deutschland.
Kurz vor Ende des Zweiten Weltkriegs flüchtete Herrmann nach Liechtenstein. Im Herbst 1945 heiratete er Senta Fricke (1911–1986) und lebte bis zu seinem Tod in Vaduz.

## Herrmann als Sponsor des NS-Regimes
Nach der Machtübernahme durch die Nationalsozialisten pflegte Herrmann einen engen persönlichen Kontakt mit führenden Nationalsozialisten. Mit seinem Freund Hermann Göring ging er auf die Jagd und war Ehrengast bei dessen Hochzeit mit Emmy Sonnemann am 10. April 1935. Er machte regelmäßig großzügige Geldgeschenke an Göring, Hitler und Goebbels.
Als am 6. Januar 1933 sein Sohn Heinz als Mitwisser eines Raubüberfalls in Berlin verhaftet und am 7. März 1933 zu acht Monaten Gefängnis verurteilt wurde, konnte Herrmann durch seine guten Beziehungen erwirken, dass Heinz Herrmann am 13. April 1933 gegen Zahlung von 50.000 Reichsmark aus der Haft entlassen und im Januar 1934 die Strafe zur Bewährung ausgesetzt wurde, bis man sie ein Jahr später aus dem Strafregister ganz löschte. Dafür bedankte sich Herrmann brieflich bei dem damaligen Staatssekretär im Reichsjustizministerium Roland Freisler.
1936 wurde er in den Reichsjagdrat berufen sowie in die Reichskammer der bildenden Künste, Reichspressekammer und Reichskulturkammer aufgenommen.
Auf Anordnung des Finanzamtes Leipzig wurde Herrmann am 11. September 1936 wegen Verdachts auf Steuerhinterziehung in Berlin inhaftiert. Daraufhin wendete er sich an Görings Staatssekretär Paul Körner. Göring setzte seine Entlassung am 13. September 1936 durch und ließ stattdessen den verantwortlichen Steuerfahnder verhaften, wofür sich Kurt Herrmann telegrafisch mit den Worten „Ihnen, hochverehrter Herr Generaloberst, meinen unermeßlichen Dank und tiefste Ergebenheit“ bei Göring bedankte.
1937 bildete Herrmann aus den Verlagen Bernhard Meyer GmbH Leipzig, Willy Vobach & Co. GmbH Leipzig und Curt Hamel GmbH Berlin-Charlottenburg die Universalverlag W. Vobach & Co. – Bernhard Meyer – Curt Hamel GmbH Berlin. Im Universalverlag erschienen 25 Titel (7 Modezeitschriften und 18 Versicherungszeitschriften), diese Zeitschriften hatten 1939 4,6 Mio. Abonnenten. 1938 erwarb Herrmann die Braunschweigische Lebensversicherungsbank AG die für die mit den sogenannten Versicherungszeitschriften verbundenen Versicherungen zuständig war.
Göring ernannte Kurt Herrmann 1938 zum Preußischen Staatsrat.
Durch seine Kontakte konnte sich Herrmann auch an der Arisierung jüdischer Unternehmen beteiligen. Nach der Festnahme des nach Emigration seiner beiden Brüder Max und Walter den Leipziger C. F. Peters Musikverlag leitenden Hans-Joachim Hinrichsen am 13. November 1938 wurde dieser einen Tag später ins KZ Sachsenhausen überführt und am 15. November aus Reichskultur- und Reichsmusikkammer ausgeschlossen, womit er das Recht auf Berufsausübung verlor. Daraufhin wurde die „Zwangsarisierung“ des Verlags aufgrund der Verordnung über den Einsatz des jüdischen Vermögens durch einen staatlich eingesetzten Verwalter eingeleitet. Bis Mitte Januar 1939 bewarben sich die führenden Musikverlage Deutschlands um den Erwerb des Unternehmens. Ein Kaufvertrag wurde schließlich am 22. Juli 1939 abgeschlossen, neue Gesellschafter wurden Kurt Herrmann, der das Kapital einbrachte und Johannes Petschull, der die Leitung übernahm. Der Kaufpreis betrug 1 Mio. RM, darin eingeschlossen waren das Grundstück Talstraße 10, sämtliche Urheberrechte, Platten, Manuskripte und Inventar sowie die benachbarte Musikbibliothek Peters mit dem dazugehörigen Grundstück Königstraße 26 (heute Goldschmidtstraße).
1938 wurde Herrmann auch Inhaber der Juwelierfirma Gebr. Friedländer in Berlin. Er benannte diese in Deutsche Goldschmiedekunst-Werkstätten Inh. Kurt Herrmann um und wurde Görings Sonderbeauftragter für den Diamanteneinkauf in den besetzten Gebieten. In dieser Funktion hatte er die Möglichkeit, von den Nationalsozialisten enteignete Juwelen preiswert zu erwerben.
Bis zum Ende des Krieges besaß Herrmann eine Vielzahl von Immobilien in Leipzig – darunter das ehemalige Hôtel de Pologne –, die Rittergüter Federow und Speck bei Kargow in Mecklenburg und das Rittergut Kobershain bei Leipzig. Mit einem Vermögen von etwa 9 Mio. RM als Bankguthaben und rund 14 Mio. RM in Wertpapieren galt er als einer der reichsten Leipziger Einwohner.
Im März/April 1945 verließ er Leipzig und ging über Österreich nach Liechtenstein, wo er am 30. April 1945 eintraf. Später beantragte er ein Entnazifizierungsverfahren, in dem er angab, einen so frühen und heftigen Widerstand gegen die Nationalsozialisten geleistet zu haben, dass er Deutschland noch vor deren Machtantritt verlassen musste. 1950 wurde er in Hannover vom Entnazifizierungsausschuss „ohne Maßnahmen“ in die Kategorie 4 (Mitläufer) eingestuft.
Der Verlag wurde 1945/46 an den Bezirksvorstand Leipzig der SPD übergeben, er firmierte ab Januar 1946 als Universalverlag GmbH Leipzig. 1949 wurde er dem Sachsenverlag Dresden angegliedert, später gingen Teile an den Verlag für die Frau, das Druckhaus Einheit (später Hauptsitz des Grafischen Großbetriebs Interdruck) und die Leipziger Volkszeitung.
Das übrige Vermögen Herrmanns in der sowjetischen Besatzungszone wurde 1948 enteignet.

## Rechtsstreit um Herrmanns Vermögen
Nach der politischen Wende erhob Anfang der 1990er Jahre Ursula Herrmann, die in Liechtenstein lebende Ehefrau von Herrmanns verstorbenen Sohn, als Alleinerbin Anspruch auf die ehemals im Eigentum ihres Schwiegervaters befindlichen 40 bis 50 Immobilien im Osten Deutschlands.
Das Leipziger Amt für offene Vermögensfragen wies jedoch die Rückgabe-Anträge für das auf 11 Mio. DM geschätzte Hôtel-de-Pologne-Grundstück in der Hainstraße 18–24 zurück. Daraufhin strengte die Erbin einen Prozess gegen die Stadt Leipzig an, der die Enteignung für unwirksam erklären sollte, da ihr Schwiegervater die deutsche Staatsangehörigkeit verloren habe, weil er in Liechtenstein lebte und ausländisches Eigentum unter dem Schutz der Besatzungsmächte gestanden habe. Nachdem ihr 1994 in erster Instanz der Anspruch abgesprochen wurde, legte sie Beschwerde beim Bundesverwaltungsgericht ein, und der Fall wurde neu verhandelt. Ende 1998 kam das Bundesverwaltungsgericht jedoch zum gleichen Ergebnis. Den Einwand, Herrmann habe die deutsche Staatsangehörigkeit verloren, da er seit 1931 in Liechtenstein lebte, wies das Gericht zurück. Dafür gäbe es keine ausreichenden Belege, Herrmann habe sich zwar hin und wieder in Liechtenstein aufgehalten, die deutsche Staatsbürgerschaft habe er deshalb nicht verloren. Daraufhin wurde Beschwerde beim Bundesverfassungsgericht erhoben. Das Gericht entschied jedoch, den Fall nicht anzunehmen.

## Bauten

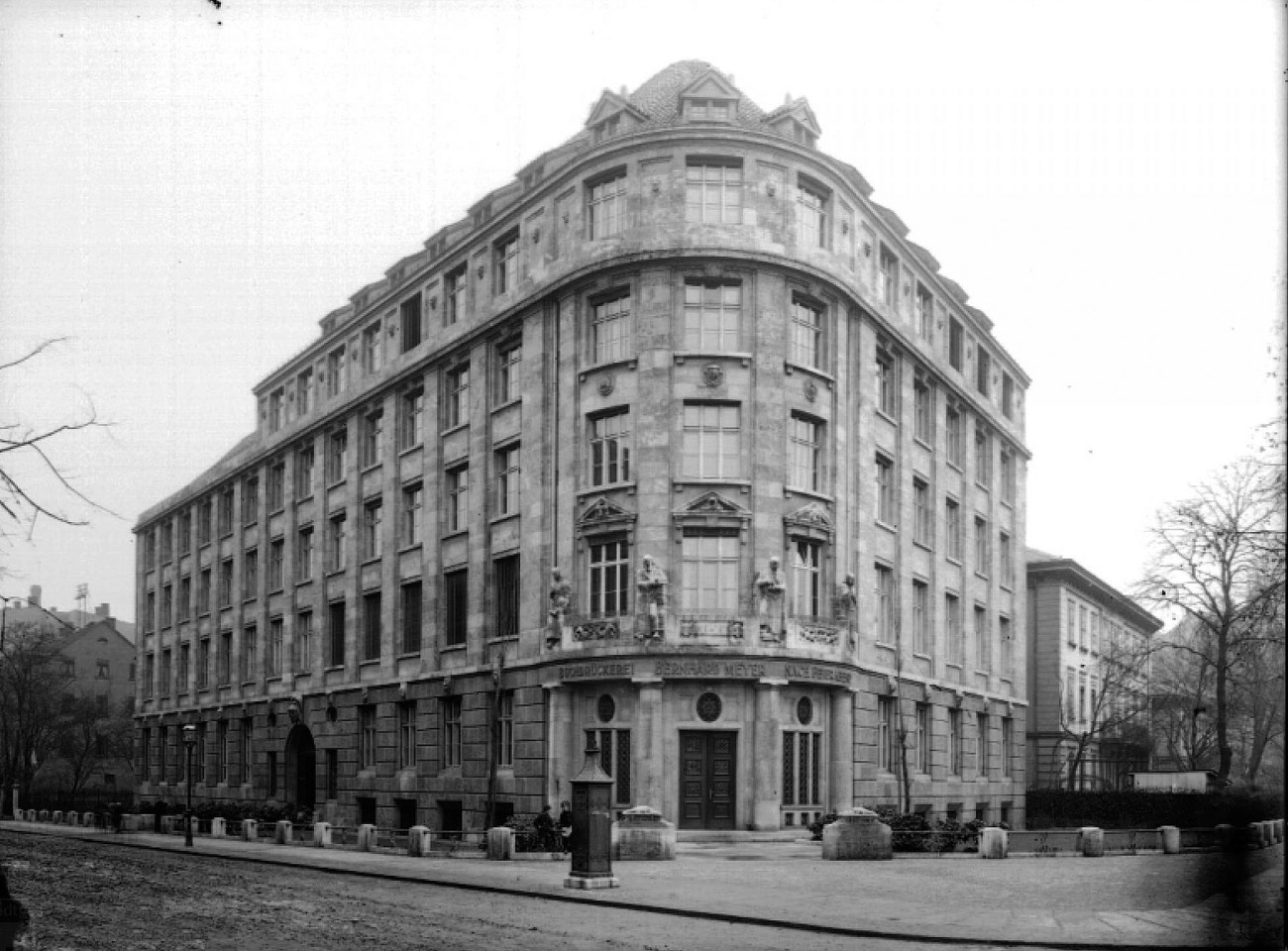
Buchdruckerei Bernhard Meyer (um 1920)

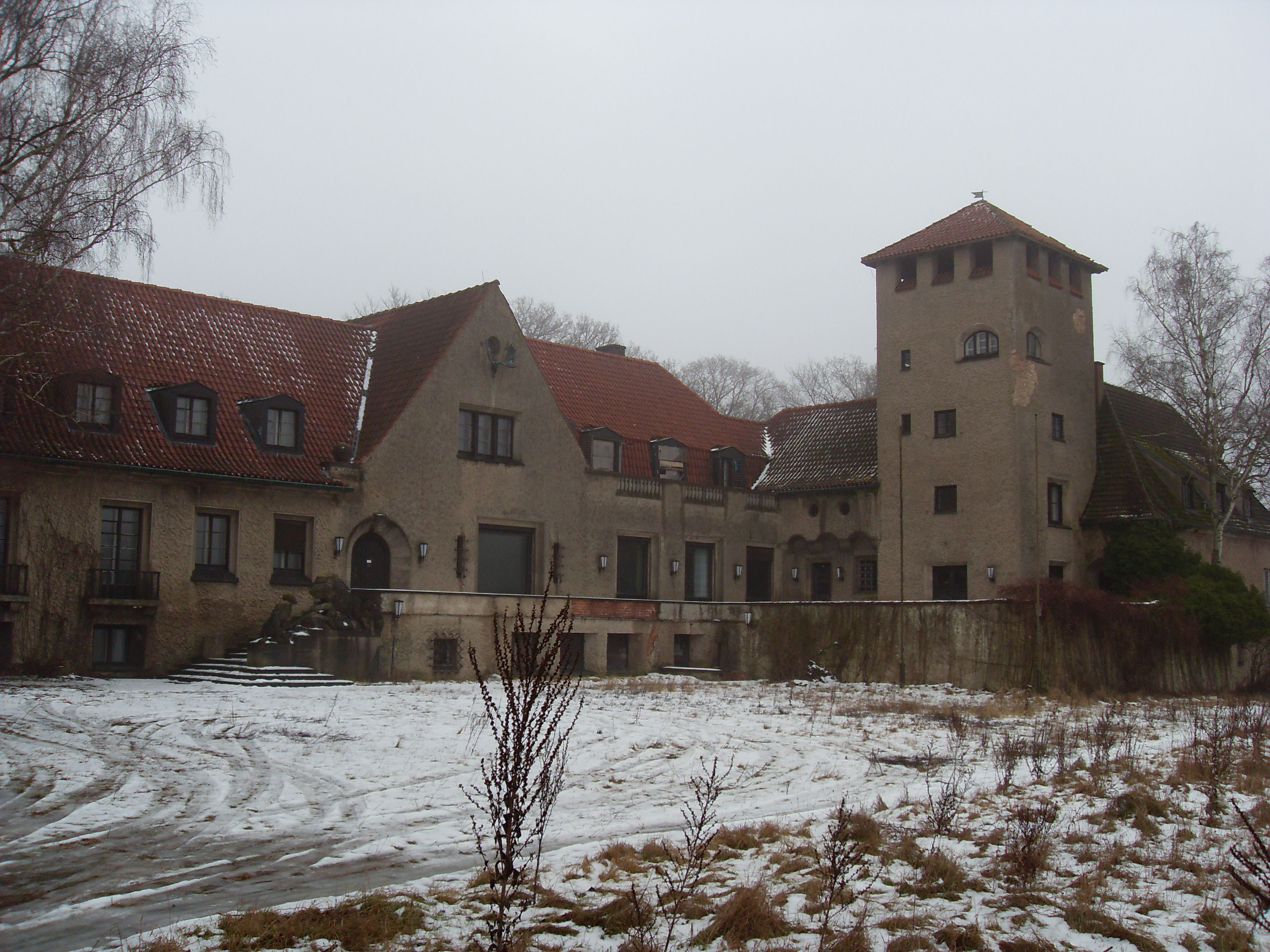
Jagdschloss Speck

- 1912–1913: Gartenvorstadt Marienbrunn, Baugruppe VI, Dohnaweg 26–30 und Baugruppe VIII, Denkmalsblick 12, Dohnaweg 10–22, Turmweg 11[12]
- 1912–1914: Gebäudekomplex „Goldene Krone“, Pegauer Straße 35–39 (heute Wolfgang-Heinze-Straße, zusammen mit P. C. Küster)[13]
- 1913–1916: Fabrikgebäude der Buchdruckerei Bernhard Meyer, Dresdner Straße 1/Salomonstraße 2–4[2]
- 1915: Gartenstadt Marienbrunn, Baugruppe XX, Am Bogen 1–15 (Nr. 1 kriegszerstört)[14]
- 1937: Jagdschloss Speck bei Kargow, Mecklenburg